# Sex - en brugsanvisning for unge
|  | Denne artikel er oprettet af botten PalnaBot ud fra en ekstern database. Den kan derfor have sproglige fejl eller mangler. Denne skabelon kan fjernes efter kontrol af indholdet. |

Sex - en brugsanvisning for unge er en dokumentarfilm fra 1987 instrueret af Liller Møller efter manuskript af Liller Møller.

## Handling
Sex er kommet for at blive - men det er ikke altid nemt! Slet ikke når man som Lis og Per er nybegyndere. Hvordan gør de andre? Teknik og følelser, orgasme og prævention... Er jeg god nok? Her er nogle kontante tips - underholdende og sjovt serveret.